# Энно, Эрнст
Эрнст Энно (эст. Ernst Enno; 27 мая (8 июня) 1875, Вальгута — 7 марта 1934, Хаапсалу) — эстонский поэт, писатель и журналист.

## Биография
Эрнст Энно родился в волости Вальгута (ныне Тартуский район) в семье кучера Притса Энно. Своё детство Эрнст Энно провёл на ферме Соосаар вблизи Рынгу. В возрасте восьми лет он начал посещать приходскую школу в Лапетукме, а затем престижную гимназию имени Хуго Треффнера и старшую школу в Тарту. Эрнст Энно изучал управление бизнесом с 1896 по 1904 год в Рижском политехническом институте. Во время пребывания в Риге он работал журналистом. После окончания обучения Эрнст Энно короткое время работал генеральным советником кредитного союза в Валге и в торговой компании в Пярну. В 1902 и 1904 годах он работал редактором газеты «Postimees» в Тарту, а с 1923 по 1925 год — редактором эстонского журнала для детей «Laste Rõõm» и других журналов. Впоследствии, с 1920 до 1934 года, работал школьным инспектором в Ляянемаа, жил в Хаапсалу. Скончался 7 марта 1934 года, похоронен на Старом кладбище.
В 1909 году Эрнст Энно женился на художнице Элфриде Ольге Саул (умерла в изгнании в Великобритании в 1974).

## Творчество
Творчество Эрнста Энно было пропитано влиянием буддизма и западного мистицизма. Также в творчестве Эрнста Энно наблюдалось сильная привязанность к символизму. Проведённое в сельской местности детство, истории, которые рассказывали его набожная мать и слепая бабушка, имели сильное влияние на его литературную деятельность. Дом, дорога и тоска являются сквозными элементами его поэзии.

## Память
30 июля 1939 года в городе Хаапсалу был установлен бронзовый бюст Эрнста Энно (скульптор Роман Хаавамяги).

## Произведения
- Uued luuletused (сборник поэм, 1909)
- Hallid laulud (сборник поэм, 1910)
- Minu sõbrad (1910)
- Kadunud kodu (1920)
- Valge öö (сборник поэм, 1920)
- Valitud värsid (антология, 1937)
- Üks rohutirts läks kõndima (книга для детей, 1957)
- Väike luuleraamat (поэзия, 1964)
- Rändaja õhtulaul (1998)
- Laps ja tuul (2000)